# Aston Martin Rapide S
L'Aston Martin Rapide S va ser presentat oficialment el gener de 2013 al Saló de l'Automòbil de Gènova i posteriorment al de Shanghai al 20 d'abril de 2013. En resum: és una versió més esportiva del Aston Martin Rapide. Aquest model incorpora moltes millores mecàniques i està cridat a ser el successor de l'anterior Rapide. Combina un rendiment extraordinari, luxe, elegància i artesania, el Rapide S ha sigut redissenyat tant de dins com de fora. Segons la firma britànica, el Rapide S presenta un disseny excel·lent i un avenç extraordinari en enginyeria, un gran pas endavant per a una marca històrica. Aquesta joia sobre rodes està ja disponible per 228.763€.

## Detalls del cotxe
Aquesta versió esportiva del Rapide ha rebut algunes modificacions estètiques, com noves línies i formes a la tapa del maleter, alguns retocs a la part del darrere i també una nova reixa davantera que li aporta una aparença una mica diferent. Segons la mateixa Aston Martin: tots aquests petits retocs s'han fet per millorar l'aerodinàmica del model.
El Rapide S està equipat amb el mateix motor V12 de 6L però, segons dades oficials, ofereix una potència de 558CV i un par màxim de 620 Nm. Per tant, aquest model és capaç d'obtenir més cavalls de potència i un major par motor que el Rapide convencional. Gràcies a aquest increment de potència, el Rapide S accelera de 0-100km/h en 4,9 segons (0,3 menys que el Rapide) tot i pesar 1.990kg. La seva velocitat màxima també s'ha vist incrementada en 11 km/h, aquesta versió S és capaç d'arribar fins als 306 km/h. El motor s'ha col·locat 19 mil·límetres més baix, d'aquesta manera el centre de gravetat baixa i el cotxe obté un augment en estabilitat. L'augment de potència és gestionat per una caixa de canvis automàtica o manual (des del volant) de 6 velocitats anomenada Touchtronic 2 que transmet tota la potència del motor directament a les rodes posteriors. A part d'aconseguir un increment de prestacions també s'ha aconseguit reduir les emissions de CO₂ a 332 grams per km.
Aquest model és tota una joia en electrònica, el control d'estabilitat ha sigut reajustat i la nova suspensió adaptativa (ADS), llegeix la carretera i s'adapta a les circumstàncies millorant la rapidesa de reacció. Aquesta versió ofereix tres modes diferents: Normal, Sport i Track (circuit).

## Disseny
Des del primer moment, Aston Martin sabia que la creació del Rapide S seria tot un repte. Buscaven millorar l'estil, el rendiment i la personalització del client, tot i això no van partir de l'anterior Rapide, van començar de zero. Els enginyers van complir les exigències dels dissenyadors i van aconseguir crear un Rapide S gairebé idèntic al del disseny original.
El 2010, l'altra versió del Rapide va captivar a tothom amb el seu espectacular disseny. Tres anys després la firma britànica torna a fer realitat el que semblava impossible, crear un esportiu de quatre portes més atractiu encara. Aconsegueix una combinació perfecte de potència i luxe, tant és així que la mateixa Aston Martin assegura que novament han creat el quatre portes més bonic de tots els temps.
El nou disseny del capó i les noves modificacions estructurals com l'aleró del darrere, fan del Rapide S un automòbil molt més aerodinàmic. Són aquests petits detalls els que defineixen l'esportivitat i la ferocitat d'aquest nou model, sempre combinats amb elegància, comoditat i luxe.